# Scopula ichinosawana
Scopula ichinosawana là một loài bướm đêm trong họ Geometridae.